# Vegalta Sendai
Vegalta Sendai (Japans: ベガルタ仙台, Begaruta Sendai) is een voetbalclub uit Japan die speelt in de J-League, de hoogste Japanse divisie.

## Geschiedenis
Vegalta Sendai werd opgericht in 1988 als Tohoku Electric SC, het bedrijfsteam van Tohoku Electric Power Company. In 1994 werd de naam van het team veranderd in Brummell Sendai. Het team kwam toen uit in de Japan Football League, de divisie onder de J-League. In haar geschiedenis weinig succesvol, mocht het in 1999 toetreden tot de dan nieuw opgericht J-League 2. De club veranderde daarop opnieuw haar naam, nu in het huidige Vegalta Sendai. Sendai is de plaats waar de club vandaan komt, Vegalta is een samenvoeging van de naam van de sterren Wega en Altair. De naam is gekozen ter ere van het Tanabata-festival dat wordt gevierd in Sendai. Dit festival viert de samenkomst van de twee sterren Wega en Altair die verliefd zijn op elkaar, maar gescheiden worden door de Melkweg. Volgens het verhaal komen de sterren samen op elke 7e maand van de lunisolar kalender.
De club is gedurende haar bestaan in het professionele voetbal niet succesvol geweest op een verblijf van 2 jaar in de J1 na. Desondanks is de club wel populair in haar eigen stad. De sfeer rondom de thuiswedstrijden van Vegalta Sendai staan in Japan als erg positief bekend.

## Erelijst

### J-League 2
- Promotie in 2001 (2e plaats)

### Emperor's Cup
- Verliezend finalist in 2018

## Eindklasseringen
- Eerst wordt de positie in de eindranglijst vermeld, daarna het aantal teams in de competitie van het desbetreffende jaar. Voorbeeld 1/18 betekent plaats 1 van 18 teams in totaal.

| Jaar | J1    | J2   |
| ---- | ----- | ---- |
| 1999 |       | 9/10 |
| 2000 |       | 5/11 |
| 2001 |       | 2/12 |
| 2002 | 13/16 |      |
| 2003 | 15/16 |      |
| 2004 |       | 6/12 |
| 2005 |       | 4/12 |
| 2006 |       | 5/13 |
| 2007 |       | 4/13 |
| 2008 |       | 3/15 |
| 2009 |       | 1/18 |
| 2010 | 1/18  |      |
| 2011 | 4/18  |      |
| 2012 | 2/18  |      |
| 2013 | 13/18 |      |
| 2014 | 14/18 |      |
| 2015 | 14/18 |      |
| 2016 | 12/18 |      |
| 2017 | 12/18 |      |

## Selectie 2018
| Nr. |                      | Positie | Speler           |
| --- | -------------------- | ------- | ---------------- |
| 1.  | Vlag van Japan       | DM      | Daniel Schmidt   |
| 2.  | Vlag van Japan       | V       | Katsuya Nagato   |
| 4.  | Vlag van Japan       | V       | Koji Hachisuka   |
| 6.  | Vlag van Japan       | V       | Ko Itakura       |
| 7.  | Vlag van Japan       | M       | Hiroaki Okuno    |
| 8.  | Vlag van Japan       | M       | Yoshihiro Shoji  |
| 10. | Vlag van Noord-Korea | M       | Ryang Yong-gi    |
| 11. | Vlag van Japan       | A       | Naoki Ishihara   |
| 13. | Vlag van Japan       | V       | Yasuhiro Hiraoka |
| 14. | Vlag van Japan       | M       | Jun Kanakubo     |
| 16. | Vlag van Japan       | M       | Gakuto Notsuda   |
| 17. | Vlag van Japan       | M       | Shingo Tomita    |
| 19. | Vlag van Japan       | A       | Ryo Germain      |
| 20. | Vlag van Japan       | A       | Takuma Abe       |

| Nr. |                     | Positie | Speler              |
| --- | ------------------- | ------- | ------------------- |
| 21. | Vlag van Japan      | DM      | Kentaro Seki        |
| 22. | Vlag van Japan      | DM      | Goro Kawanami       |
| 23. | Vlag van Japan      | M       | Yoshihiro Nakano    |
| 25. | Vlag van Japan      | M       | Naoki Sugai         |
| 27. | Vlag van Japan      | V       | Kazuki Oiwa         |
| 29. | Vlag van Japan      | M       | Shota Kobayashi     |
| 30. | Vlag van Japan      | A       | Takuma Nishimura    |
| 31. | Vlag van Japan      | M       | Shunsuke Motegi     |
| 33. | Vlag van Japan      | V       | Masato Tokida       |
| 34. | Vlag van Japan      | V       | Keiya Shiihashi     |
| 35. | Vlag van Zuid-Korea | DM      | Lee Yu-noh          |
| 39. | Vlag van Zuid-Korea | V       | Kim Jung-ya         |
| 40. | Vlag van Japan      | M       | Kunimitsu Sekiguchi |

### Uitlening
| Nr. |                | Positie | Speler         |
| --- | -------------- | ------- | -------------- |
| 24. | Vlag van Japan | M       | Yuto Sashinami |
| 26. | Vlag van Japan | M       | Keita Fujimura |

| Nr. |                | Positie | Speler        |
| --- | -------------- | ------- | ------------- |
| 28. | Vlag van Japan | M       | Takumi Sasaki |
| 32. | Vlag van Japan | V       | Masaya Kojima |

## Bekende (oud-)spelers
- Atsushi Yanagisawa
- Kazuo Echigo
- Yuji Sakakura
- Teruo Iwamoto
- Takahiro Yamada
- Shigetatsu Matsunaga
- Hajime Moriyasu
- Norio Omura
- Masahiro Ando
- Tomoyuki Hirase
- Daijiro Takakuwa
- Shigeyoshi Mochizuki
- Yoshiteru Yamashita
- Koki Mizuno
- Hisato Sato
- Kunimitsu Sekiguchi
- Yuki Muto
- Thiago Neves
- Humberlito Borges
- Nádson Rodrigues de Souza
- Pierre Littbarski
- Frank Ordenewitz
- Goce Sedloski
- Michael McGlinchey
- Satoshi Ōtomo
- Ryang Yong-Gi
- Slobodan Dubajić

## Bekende (oud-)trainers
- Zdenko Verdenik